# Crematogaster pauli
Crematogaster pauli är en myrart som beskrevs av Carlo Emery 1901. Crematogaster pauli ingår i släktet Crematogaster och familjen myror. Inga underarter finns listade i Catalogue of Life.